# Militärverwaltung
Durant la Seconde Guerre mondiale, le régime nazi créa des administrations militaires (Militärverwaltung) en territoires occupés. Cette politique différait des mises en place de Reichskommissariat par l'occupant qui, dans ce cas de figure, remplaçait par ses propres troupes les fonctionnaires des administrations des pays occupés. Selon les pays, les Nazis préférèrent tantôt mettre en place une administration allemande, tantôt laisser en place les administrations existantes tout en les plaçant sous commandement militaire.
En Europe occupée, les différentes Militärverwaltung mises en place par les Allemands furent :
- en Pologne (Generalgouvernement) ;
- en Belgique et au Nord de la France (Militärverwaltung in Belgien und Nordfrankreich) ;
- en Serbie (Militärverwaltung in Serbien) ;
- en Grèce (Militärverwaltung in Griechenland) ;
- la zone des territoires soviétiques occupés sur le Front de l'Est qui furent placés sous autorités militaires (Operationszone Ost und Rückwärtige Heeresgebieten)